# Caterina Visconti
Caterina Visconti (Milà, Senyoriu de Milà, 1360 - Monza, Ducat de Milà, 1404) fou una donzella noble que va esdevenir duquessa consort del Ducat de Milà.

## Família
Fou la setena filla de Bernabé Visconti i la seva esposa, Beatriu della Scala. Fou neta per línia paterna d'Esteve Visconti i Valentina Doria, i per línia materna de Mastino II della Scala i Taddea de Carrara. Inicialment promesa amb el futur rei Ricard II d'Anglaterra, el 2 d'octubre de 1380 es casà amb Joan Galeàs Visconti. D'aquesta unió nasqueren:
- Joan Maria Visconti (1388-1412), duc de Milà
- Felip Maria Visconti (1392-1447), duc de Milà

## Vida
Caterina residí a partir del seu matrimoni al castell de Visconteo, residència en la qual es feu càrrec de l'educació de la seva fillastra Valentina Visconti. El 1385 es mantingué allunyada de la conspiració de Joan Galeàs contra Bernabé Visconti, pare de Caterina, el qual fou fet presoner.
Apartada de qualsevol acte polític i social des del naixement dels seus fills, reaparegué el 1402 per esdevenir regent del Ducat.
En el buit de poder produït per la mort de Joan Galeàs Visconti, Francesco Novello da Carrara, aliat amb el seu nebot Nicolau III d'Este de Ferrara va intentar expandir-se al Vènet prenent ciutats controlades pels Visconti, Caterina va demanar ajuda al dux de Venècia Miquel Sten el març de 1404 prometent la cessió de Verona, ocupada pels Carrara, i Vicenza, aleshores assetjada. Venècia va fer una mobilització massiva de les seves capacitats militars i malgrat la dura resistència de padovans i ferraresos, la tardor de 1404 Venècia va assetjar Verona. La primavera de 1405, la posició carraressa va començar a deteriorar-se ràpidament i Nicolau III d'Este va retirar Ferrara de la guerra, El 22 de juny de 1405, Verona es va rebel·lar i es va rendir a l'exèrcit venecià. La mateixa Pàdua va caure finalment en mans dels venecians el 17 de novembre de 1405. Després de la victòria veneciana, els dominis de Carrara van ser incorporats a l'estat venecià iniciant l'expansió de Venècia a la Itàlia continental, mentre els membres de la família Carrara van ser executats.
Enmig d'enfrontaments entre faccions rivals, encapçalades per diversos mercenaris, emergí Facino Cane, el qual inculcà a Joan Maria Visconti un sentiment d'animadversió vers la mateixa Caterina, sent empresonada el 18 d'agost de 1404 al castell de Monza. Morí dos mesos més tard, el 17 d'octubre, víctima d'un possible enverinament o de la pesta que assolava Europa en aquells moments.